# Leonardo Fibonacci
Leonardo Pisano Fibonacci, italijanski matematik, * 1170, (verjetno) Pisa, Italija, † 1250, mogoče Pisa.

## Življenje in delo
Fibonacci je bil sin mestnega pisarja in bogatega trgovca Guglielma Fibonaccija, ter po nekaterih poročilih konzul Pize. Kot trgovec je potoval po Italiji. Istočasno se je trudil, da se je naučil toliko matematike, ki bi mu kot trgovcu in pisarju lahko koristila. Njegovega očeta so izbrali za zastopnika trgovcev iz Pize v severnoafriškem pristanu Bugia (sedaj Bejaja, Alžirija). Z 20. leti je Fibonacci okoli leta 1190 odpotoval v Alžirijo in potoval po Severni Afriki, kjer ga je poučeval neki arabski učenjak. Obiskal je tudi Sirijo, Egipt, Grčijo, Sicilijo in Provanso v južni Franciji. Na poti je študiral indijske števke, arabske računske metode in različne številske sisteme. 
Svoje aritmetično znanje, ki se ga je izučil na teh potovanjih v službi domovine, je leta 1202 (1228) sestavil v delu Knjiga o abaku (Računska knjiga) (Liber Abaci). V svoji knjigi se je enoznačno opredelil za indijske metode računanja in prvi v Evropi uporabil indijske številke, ki jih poznamo kot arabske številke. Ničla je prvič nastopila kot število. Za ničlo je uporabljal besedo zephirum. Kasneje so pisci uporabljali izpeljanke zeuero, zepiro, zeron in angleško zero, pa tudi grško omikron,  ali latinsko null in figura nihili. Ulomke je okrajšal na najmanjši skupni imenovalec. Pojasnil je sorazmernost (razmerje) in njeno uporabo. Na koncu knjiga vsebuje razpravo o korenjenju in reševanju enačb. To delo danes predstavlja začetek evropske matematike. 
S svojim pridobljenim znanjem si je izboljšal svoje metode računanja v poslovni matematiki in poskušal razširiti obstoječe znanje klasičnih grških matematikov kot sta Diofant in Evklid. Iz Knjige o abaku je preko problema o kuncih znano njegovo Fibonaccijevo zaporedje (an), v katerem je naslednji člen vsota zadnjih dveh členov, in je določeno z:
{\displaystyle a_{0}=1\;,\;a_{1}=1\;,\;a_{n+2}=a_{n+1}+a_{n}\!\,,}
kar da Fibonaccijeva števila 1, 1, 2, 3, 5, 8, 13, 21, 34, 55, 89, 144, 233, ... Fibonacci sam prvega člena ni upošteval. To zaporedje se pogosto pojavlja v naravi. Pri čebelah ima trot le mater, matica pa očeta in mater. V trotovem rodovniku je število prednikov v posamezni generaciji Fibonaccijevo število. Število cvetnih in venčnih listov ter prašnikov in semen cvetlic pogosto sestavljajo tako zaporedje, prav tako poganjki na steblu in luske v zaporednih vencih smrekovega storža. Naravne spirale, kakršni sta brodnikova školjka ali pajkova mreža, so pogosto povezane s Fibonaccijevimi števili. Listi rastlin ovijalk rastejo po steblu v obliki vijačnice, tako da Fibonaccijevi količniki qn med številom obratov in številom presledkov tvorijo zaporedje:
{\displaystyle q_{n}={a_{n+1} \over a_{n}}={1 \over 1},{2 \over 1},{3 \over 2},{5 \over 3},{8 \over 5},{13 \over 8},{21 \over 13},{34 \over 21},{55 \over 34},...\!\,}
Člene v zaporedju je prvi zapisal leta 1634 Girard. To je zaporedje vseh racionalnih približkov najenostavnejšega navadnega neskončnega verižnega ulomka, (katerega delni imenovalci so enaki 1), števila zlatega reza:
{\displaystyle \Phi ={{1+{\sqrt {5}}} \over 2}=[1;1,1,1,1,1,\,...]=1,6180339887498948...\!\,.}
Fibonaccijevo zaporedje je raziskoval Lucas. Listi teh rastlin rastejo tako, da je med zaporednima listoma vedno zlati kot približno 137°. Svetloba je tako najbolj izkoriščena in so listi od zgoraj optimalno osvetljeni. Ta pojav se v botaniki imenuje filotaksija. Zaporedna člena Fibonaccijevega zaporedja sta si tako tuja in njuno razmerje konvergira proti razmerju zlatega reza Φ, kar je prvi leta 1753 zapisal Simson z Univerze v Glasgowu. Fibonaccijevo zaporedje dobimo tudi s posebnim seštevanjem koeficientov Pascalovega aritmetičnega trikotnika. 
Algebri je Fibonacci posvetil tudi delo Knjiga kvadratov (Knjiga o kvadraturah) (Liber Quadratorum). V knjižici Praktična geometrija (Geometrijska praksa) (Practica Geometriae) (napisana leta 1220) je v 8. poglavjih navedel spoznanja in izreke izpeljane iz Evklidovih del Elementi in O delitvah ter iz grške trigonometrije.
Opisal je iracionalne enačbe in računanje z njimi. Imenoval jih je numeri surdi, (izpeljano iz latinskega numerus surdus) - iracionalen, s pomenom gluha števila. To je prevod arabskega iracionalnega korena, džidr (jadhr) asamm (asanum) - gluh. Gluha števila pa zanj niso bila števila. Opozoril je, da poleg drugega korena, (ki so ga poznali tudi pitagorejci) obstajajo tudi druga iracionalna števila. Trdil je, da koren (seveda je mislil pri tem na pozitivne realne korene) kubične enačbe:
{\displaystyle x^{3}+2x^{2}+10x=20\!\,}
ne moremo skonstruirati s šestilom in ravnilom. To trditev je hotel dokazati, vendar zaradi višine tedanjega matematičnega znanja ni uspel. Njegova trditev je vseeno pravilna. Zgornja enačba ima realni koren:
{\displaystyle {1 \over 3}\left({\sqrt[{3}]{{\sqrt {141480}}+352}}-{\sqrt[{3}]{{\sqrt {141480}}-352}}-2\right)=\!\,}
{\displaystyle \qquad ={1 \over 3}\left({\sqrt[{3}]{6{\sqrt {3930}}+352}}-{\sqrt[{3}]{6{\sqrt {3930}}-352}}-2\right)\!\,,}
tega števila pa ne moremo konstruirati s šestilom in ravnilom. Poznal je tudi zelo dobro aproksimacijo splošnejše enačbe:
{\displaystyle x^{3}+2x^{2}+cx=d\!\,}
Te nove oblike iracionalnih števil so ga okupirale in se je učil računati z njimi. Vedel je na primer, da je:
{\displaystyle {\sqrt[{3}]{16}}+{\sqrt[{3}]{54}}={\sqrt[{3}]{250}}=5{\sqrt[{3}]{2}}\!\,.}
V isti knjigi je prišel z računanjem obsega krožnice, oziroma površine kroga, na osnovi krogu včrtanih in očrtanih pravilnih mnogokotnikov do vrednosti za π:
{\displaystyle \pi =3;{22 \over 7}={2\cdot 11 \over 7};{421 \over 134}={421 \over 2\cdot 67};{2548 \over 811}={2^{2}\cdot 7^{2}\cdot 13 \over 811};{15709 \over 5000}={23\cdot 683 \over 2^{3}\cdot 5^{4}}=}
{\displaystyle \quad =[3;7,19,6,6]=3,141800\!\,.}
Našel je tudi racionalni približek:
{\displaystyle \pi =3;{22 \over 7}={2\cdot 11 \over 7};{421 \over 134}={421 \over 2.67};{864 \over 275}={2^{5}\cdot 3^{3} \over 5^{2}\cdot 11}=[3;7,19,2]=3,14181818\!\,.}
Poznal je prav tako pomembno enakost, ki jo danes imenujemo po njem ali po Brahmagupti:
{\displaystyle \left(a^{2}+b^{2}\right)\left(c^{2}+d^{2}\right)=\left(ac+bd\right)^{2}+\left(ad-bc\right)^{2}\!\,.}
V splošnem vzeto je imelo njegovo delo velik vpliv na razvoj evropske matematike, čeprav se je v tem primeru zgodilo kar se po navadi zgodi z geniji, ki so daleč pred svojim časom in so njegovo delo začeli ceniti šele v začetku 15. stoletja.
Leta 1225 je objavil še delo Cvet (Flos). Pisal je o razvedrilni matematiki, teoriji števil, praktičnih problemih v poslovni matematiki in zemljemerstvu (delo Di minor guisa je izgubljeno) ter algebrskih problemih. Njegova dela iz razvedrilne matematike so postala klasični umski izzivi zgodnjega 13. stoletja. 
Kot nagrado od republike v Pizi je leta 1240 prejel letno plačo. Nagrada je kazala na njegovo pomembno delo in tudi na možnost državne službe v mestni administraciji.